# Peter Hattig
Peter Hattig (* 23. März 1939 in Dortmund; † 12. Dezember 2017 in Kirchhundem) war ein deutscher Handballnationalspieler und Pädagoge.

## Sportliche Karriere
Die sportliche Karriere Peter Hattigs begann 1961, als er vom PSV Dortmund zum TuS Wellinghofen wechselte. 1971 beendete er seine sportliche Laufbahn.
Als Mitglied der Handballnationalmannschaft der Bundesrepublik Deutschland nahm er an der letzten Feldhandball-Weltmeisterschaft 1966 in Linz, Österreich teil. Mit einem 15:15 gegen die Mannschaft der DDR am sechsten Spieltag wurde die Auswahl Turniersieger und sicherte sich den Titel des „Ewigen Weltmeisters“.
Für den Gewinn der Weltmeisterschaft 1966 wurde er am 3. Juli 1966 mit dem Silbernen Lorbeerblatt ausgezeichnet.
Seine Brüder Michael und Fritz waren ebenfalls erfolgreiche Bundesligahandballer. Letzterer wurde nach seiner aktiven Sportkarriere Handballkommentator für das ZDF und berichtete unter anderem vom WM-Finale 1978, welches die Bundesrepublik Deutschland mit 20:19 gegen die Sowjetunion gewann.

## Beruflicher Werdegang
Nach Beendigung der sportlichen Laufbahn studierte Peter Hattig in Carbondale, Illinois (USA) und in Münster Sozialwissenschaften, Germanistik, Geschichte und Sport.
1992 wurde er Schulleiter am Gymnasium der Stadt Lennestadt, eine Funktion, die er bis zum Eintritt in den Ruhestand 2003 innehatte. Zuletzt lebte er mit seiner Familie in Kirchhundem.